# Lovers Walk
Lovers Walk (El paseo de los amantes en España y Los Senderos del Amor en América Latina) es el octavo episodio de la tercera temporada de Buffy the Vampire Slayer. Fue nominado com un EMMY por Edición Remarcable de Sonido en una serie.

## Argumento
Spike (James Marsters) regresa a Sunnydale y pasa por la fábrica donde pasó sus días con Drusilla hasta que Giles la quemó.
Xander (Nicholas Brendon) convence a Cordelia (Charisma Carpenter) para tener una cita doble con Oz (Seth Green) y Willow (Alyson Hannigan). Buffy (Sarah Michelle Gellar) ha obtenido buenas notas en sus exámenes y empieza a pensar en la posibilidad de ir a una universidad fuera de Sunnydale. El alcalde (Harry Groener) quiere que Mr. Trick envíe un comité de vampiros para encargarse de Spike. El vampiro, borracho, observa a Ángel en la Mansión y acaba dormido en el jardín. Le sorprenden los rayos del sol, pero logra refugiarse en su coche justo a tiempo.
En la tienda de magia, Spike ve cómo Willow compra algunos ingredientes para un hechizo. Ella quiere acabar con sus sentimientos y los de Xander. Después de que se retira, Spike mata a la dueña de la tienda (Suzanne Krull). Más tarde, esa noche, Xander descubre a su amiga en el laboratorio de ciencias preparando el hechizo. Spike aparece para secuestrar a Willow y golpea a Xander. Lleva a ambos a la fábrica y los encierra en el sótano. Quiere que hagan un hechizo de amor que le traiga de vuelta a Drusilla, quien le dejó por el Demonio del Caos, pero le faltan ingredientes y un libro.
Cordelia y Oz están preocupados por sus parejas y hablan con Buffy. Al llamar a su madre en la biblioteca escucha la voz de Spike. Ángel va a casa de Buffy, donde ve a Spike con Joyce. Cuando Buffy llega, le invita a pasar, dejando confundida a su madre. Oz y Cordelia van en busca de Giles, pero su parte de hombre lobo descubre el olor de Willow. Buffy y Ángel siguen a Spike a la tienda de magia para buscar los ingredientes que necesita y que deje libres a sus amigos.
En la fábrica, Xander despierta y Willow le cuenta lo sucedido. Se besan y son descubiertos por Oz y Cordelia que entraban a rescatarlos. Al ver la escena, Cordelia sube las escaleras, pero uno de los escalones se rompe y acaba herida. Buffy, Ángel y Spike se ven sorprendidos por unos vampiros y tienen que pelear juntos. Spike decide olvidar el hechizo de amor, pues cree saber cómo recuperar a Drusilla. Les dice dónde están sus amigos y se marcha de Sunnydale.
En el hospital, Xander trata de disculparse con Cordelia, pero esta quiere que se marche. Buffy pretende visitar por última vez la Mansión. Ángel y ella ya no son amigos y tienen que dejar de verse.

## Reparto

### Personajes principales
- Sarah Michelle Gellar como Buffy Summers.
- Nicholas Brendon como Xander Harris.
- Alyson Hannigan como Willow Rosenberg.
- Charisma Carpenter como Cordelia Chase.
- David Boreanaz como Angelus.
- Anthony Stewart Head como Rupert Giles.

### Apariciones especiales
- Kristine Sutherland como Joyce Summers.
- Harry Groener como Alcalde Richard Wilkins.
- James Marsters como Spike.
- Juliet Landau como Drusilla.

### Personajes secundarios
- Jack Plotnick como Oficial Mayor Allan Finch.
- Marc Burnham como Lenny.
- Suzanne Krull como Clerk.

## Producción

### Título
El título del episodio ha sido citado en listas, libros y portada de los DVD junto a menús de diferentes maneras; Lovers Walk, Lover's Walk y Lovers' Walk. Sin embargo, la introducción de Rhonda Wilcox en Why Buffy Matters dice, «el guion aparentemente no lleva apóstrofo, por cierto — haciendo de él una corta, triste y descriptiva frase.»

### Música
- Sex Pistols/Sid Vicious - «My Way»
- Spike canta "My Way",

## Continuidad
Aquí se presentan los hechos que o bien influyen en la tercera temporada exclusivamente, o bien que viniendo de episodios anteriores influyen en este. Y por último, acontecimientos que ocurren en este episodio que influyen en las demás temporadas o en alguna otra temporada.

### Para la tercera temporada
- La indiscreción de Xander y Willow tendrá mayor impacto en sus respectivas relaciones.
- Es el último episodio en el que Xander y Cordelia están juntos, quedando en suspenso su relación hasta El baile de fin de curso.

### Para todas o las demás temporadas
- Las últimas palabras de Buffy a Ángel son exactamente las mismas que la que se vio en el episodio Solo tengo ojos para ti: «Di que no me amas».
- Spike aparece brevemente en esta temporada, antes de aparecer como regular en la cuarta.
- Joyce invita a Spike amablemente a su casa, esto se repetirá varias veces.
- Buffy reconoce por primera vez que su relación con Ángel está acabada.
- Willow comienza a utilizar la magia para intentar sentirse mejor en todo momento, lo que en la sexta temporada la llevará a hacerse adicta a ella.